# Zveza reformnih sil Jugoslavije
Zveza reformnih sil je bila politična stranka, ki jo je ustanovil zadnji jugoslovanski predsednik vlade Ante Marković. Ustanovljena je bila leta 1990, po volitvah v Sloveniji in na Hrvaškem. Njen prvotni cilj so bile morebitne vsejugoslovanske večstrankarske volitve. Ker do teh volitev nikoli ni prišlo, je Zveza reformnih sil kandidirala na volivah v Srbiji, Črni gori, Bosni in Hercegovini in Makedoniji posebej, povsod pa v koaliciji z demokratskimi strankami. V Makedoniji je bil njen kandidat dolgoletni prvi predsednik Makedonije Kiro Gligorov, iz njenih vrst pa je bil tudi prvi predsednik Sobranja Stojan Andov. V Srbiji je bila stranka popolnoma onemogočena zaradi popolnega vpliva Slobodana Miloševića. V Črni gori in Bosni in Hercegovini je stranka nastopila v koaliciji s proevropskimi strankami.